# Morita-Miller-Mumford-Klassen
In der Mathematik sind die Morita-Miller-Mumford-Klassen oder MMM-Klassen charakteristische Klassen von Flächenbündeln.

## MMM-Klassen von Flächenbündeln
Für ein Flächenbündel {\displaystyle E\to B} sind seine Morita-Miller-Mumford-Klassen definiert durch
{\displaystyle \kappa _{n}(E)=(-1)^{n+1}\pi _{!}((c_{1}(T_{v}E))^{n+1})\in H^{2n}(B;\mathbb {Z} ),n=1,2,\ldots ,}
wobei {\displaystyle T^{v}E} das vertikale Tangentialbündel, {\displaystyle c_{1}(T^{v}E)} seine erste Chernklasse und {\displaystyle \pi _{!}} der Gysin-Homomorphismus sind.

## Modulraum Riemannscher Flächen
Mumford betrachtete den Modulraum {\displaystyle M_{g}} Riemannscher Flächen mit seinem universellen Flächenbündel und dessen tautologischen Klassen (den MMM-Klassen) und stellte die später nach ihm benannte Vermutung auf, dass in hinreichend kleinen Graden die Kohomologie des Modulraums eine polynomielle Algebra in den tautologischen Klassen ist.

## Kohomologie von Abbildungsklassengruppen
Mit rationalen Koeffizienten hat man einen Isomorphismus
{\displaystyle H^{*}(M_{g};\mathbb {Q} )=H^{*}(B\Gamma _{g};\mathbb {Q} )}
zwischen der Kohomologie des Modulraums und der Gruppenkohomologie der Abbildungsklassengruppe. Die tautologischen Klassen des universellen Flächenbündels definieren also Klassen in der Kohomologie der Abbildungsklassengruppe. 
Aus der Mumford-Vermutung (und dem Stabilitätssatz von Harer) folgt, dass in Graden {\displaystyle \leq {\frac {2}{3}}(g-1)} die Kohomologie der Abbildungsklassengruppe mit der polynomiellen Algebra in den MMM-Klassen übereinstimmt.